# بخش بلکهوف، شهرستان کارلتون، مینه سوتا
بخش بلکهوف (به انگلیسی: Blackhoof Township) یک منطقهٔ مسکونی در ایالات متحده آمریکا است که در شهرستان کارلتون، مینه‌سوتا واقع شده‌است.
 بخش بلکهوف ۹۴٫۴ کیلومتر مربع مساحت و ۷۵۳ نفر جمعیت دارد و ۳۳۹ متر بالاتر از سطح دریا واقع شده‌است.